# Taft, Oklahoma
Taft är en ort i Muskogee County i delstaten Oklahoma, USA.